# Thạnh Quới, Long Hồ
Thạnh Quới là một xã cũ thuộc huyện Long Hồ, tỉnh Vĩnh Long, Việt Nam.

## Địa lý
Xã Thạnh Quới nằm ở phía tây huyện Long Hồ, có vị trí địa lý:
- Phía đông giáp xã Phú Quới và xã Lộc Hòa
- Phía tây và bắc giáp tỉnh Đồng Tháp
- Phía nam giáp huyện Tam Bình.

Xã có diện tích 14,16 km², dân số năm 1999 là 6118 người, mật độ dân số đạt 432 người/km².

## Hành chính
Xã Thạnh Quới được chia thành 6 ấp: Hòa Thạnh, Hòa Thạnh 1, Hòa Thạnh 2, Phước Lợi, Thạnh Lợi, Thạnh Phú.

## Lịch sử
Ngày 6 tháng 12 năm 2019, Hội đồng Nhân dân tỉnh Vĩnh Long ban hành Nghị quyết 228/NQ-HĐND về việc sáp nhập toàn bộ ấp Hòa Thạnh 3 vào ấp Hòa Thạnh 2.